# Nevzat Çevik
Nevzat Çevik (* 13. November 1962 in Malatya) ist ein türkischer Klassischer Archäologe.

## Leben
Nevzat Çevik studierte zunächst von 1981 bis 1985 Naturwissenschaften an der Atatürk Üniversitesi in Erzurum, bevor er dort Klassische Archäologie studierte und 1987 den Master erlangte und 1991 promoviert wurde, beides bei Fahri Işık. Seit 1993 arbeitet er an der Akdeniz Üniversitesi in Antalya, ab 1995 als Yardımcı Doçent, ab 1997 als Doçent und seit 2003 als Professor.
Sein Forschungsgebiet ist das antike Lykien.

## Veröffentlichungen (Auswahl)
- mit Fahri Işık, Havva İşkan: Miliarium Lyciae. Patara Yol Kilavuz Aniti. Önrapor / Das Wegweisermonument von Patara. Vorbericht (= Lykia 4, 1998/99). Akdeniz Üniversitesi, Antalya 2001.
- (Hrsg.): Arkeolojisinden Doğasına Myra/Demre ve Çevresi. T.C. Kültür ve Turizm Bakanliğı Yayını, Antalya 2010, ISBN 978-975-17-3517-1.
- Lykia Kitabı. Suna - Inan Kıraç Akdeniz Medeniyetleri Araştırma Enstitüsü, Antalya 2015.